# 血肉磨坊
《血肉磨坊》（英語：Blood Treasury Fight）是1979年上映的一部电影，由鲍学礼执导，倪匡、靳蜀美编剧，王钟等人出演，该作主要讲述的是一群人为了宝藏而自相残杀的故事。

## 劇情簡介
清朝时期，一群人为了财宝而走到了一起，但是最后，这群人却为了财宝而自相残杀。

## 演员
- 陈观泰
- 王钟
- 金峰
- 周潤堅
- 蔡弘
- 李昆
- 譚道良
- 午马
- 盧葦
- 金正蘭
- 姜大卫[3][4]

## 備註
1. ↑  梁良， 查之堯. . 中華民國電影事業發展基金會電影圖書館出版部. 1984.
2. ↑  . 復旦大學出版社. 2006年.

## 相關連結
- 互联网电影数据库（IMDb）上《血肉磨坊》的资料（英文）
- 豆瓣电影上《血肉磨坊》的資料 （简体中文）
- 香港影庫上《血肉磨坊》的資料（繁體中文）